# Hestur

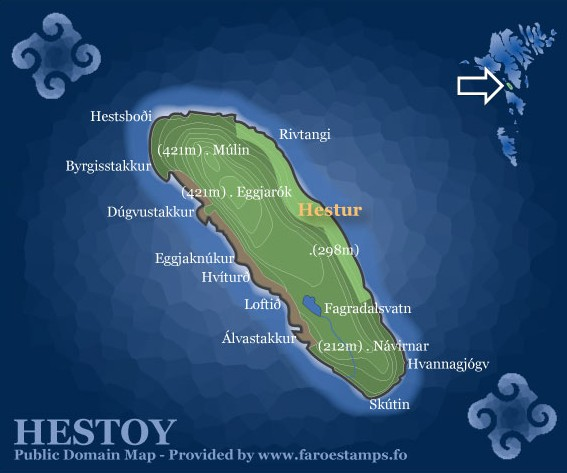
Mapa topográfico de Hestur.

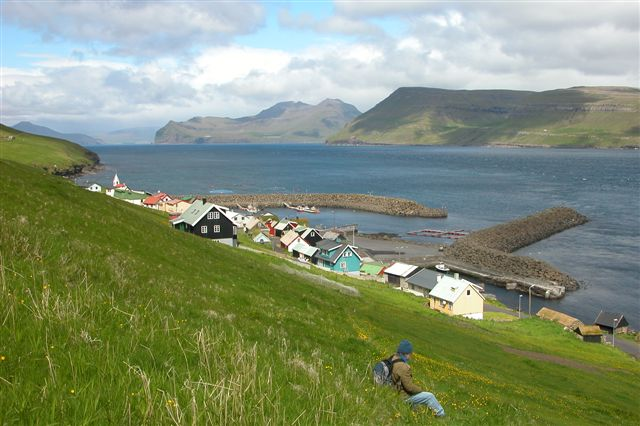
Hestur bygd, a única povoação da ilha.

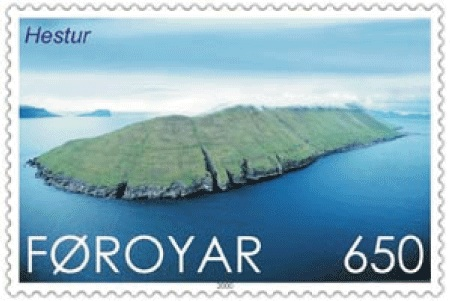
Selo mostrando Hestur, vista de sudeste.

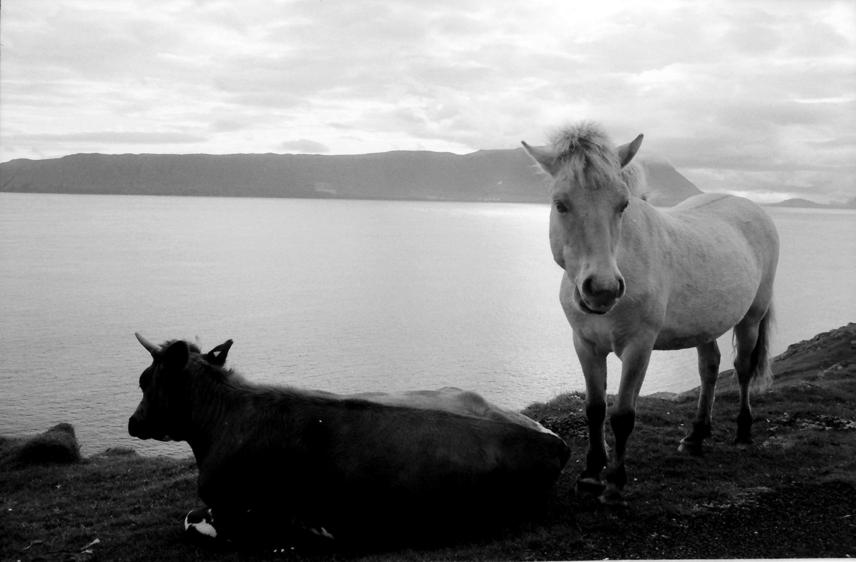
Hestur atrás de um cavalo e de uma vaca.

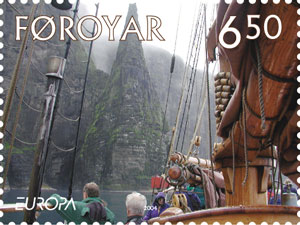
Selo mostrando a costa ocidental de Hestur

Hestur ou  Hestoy (Dinamarquês Hestø) é uma das 18 Ilhas Faroés. Hestur significa cavalo, em Faroês. Hestoy significa ilha do cavalo.
Possui uma área de 6,1 km², ocupando a 15ª posição no que diz respeito à área no conjunto das ilhas do arquipélago.
É habitada por cerca de 43 habitantes, em 2002, sendo assim a 14ª ilha mais povoada do conjunto das Ilhas Faroés. A densidade populacional é de  7,1/km².
Pertence à comuna de Tórshavn, desde 2005, sendo o seu código postal FO 280.

## Geografia
Hestur fica situada a sudoeste de Kirkjubøur, em Streymoy, a sudeste da vizinha Koltur e a norte de Sandoy. A sua forma assemelha-se um pouco a um cavalo, explicando-se assim o seu nome. A ilha tem apenas uma povoação: Hestur bygd.
A maior montanha é Eggjarrók og Múlin, com 421 metros de altitude. O número total de picos de montanhas é de 3. Os restantes são Nakkur (296 m) e Álvastakkur (125 m).
A parte ocidental da ilha possui montanhas onde existem diversas colónias de aves. O monte Álvastakkur situa-se nessa zona.
No norte da ilha, existe um pântano com quatro pequenos lagos, dos quais Fagradalsvatn é o maior. Em Haelur, a ponta mais a sul de Hestur, existe um farol.

## História e folclore
A ilha é habitada desde o tempo dos viquingues ou desde o início da Idade Média, Pensa-se que o primeiro local habitado terá sido no parte sul da ilha, em Hælur. Aí existem vestígios de antigas construção e sendo o lado mais soalheiro da ilha, o milho poderia aí ter crescido melhor que noutros locais da ilha. Mas, dada a dificuldade da pesca nesse local, as populações acabaram por se deslocar para a parte oriental da ilha, onde existe hoje a única povoação.
A ilha fornece peixe em quantidade abundante e os seus habitantes são bons pescadores. Porém, em 1919, um acidente de pesca originou a morte de um terço dos homens de Hestur.
Numa tentativa de combater a desertificação da povoação, foi construída uma piscina, em 1983. Apesar dessa medida, a população nessa altura era de cerca de 100 pessoas e hoje desceu já para cerca de 50.
A escola de Hestur foi construída em 1890 e a igreja em 1910.
Em 1912, foi construído um pequeno molhe, para que os barcos pudessem atracar. Um cais um pouco maior foi construído em 1942 e em 1965 foi terminado o pequeno porto do ilha.

## Turismo
No sul da ilha, existem dois pequenos lagos, Fagradalsvatn e Hálsvatn, que é possível visitar.
A balsa Teistin, que navega entre Skopun (em Sandoy) e Gamlarætt (em Streymoy), passa também por Hestur, mas apenas uma vez por dia, ou excepcionalmente duas, se tal for solicitado.
Na costa sul, existe a gruta de Klæmintsgjógv, onde é possível navegar e onde existem concertos musicais no Verão, organizados por Kristian Blak.